# Konfederacja sandomierska (1704)
Konfederacja sandomierska zawiązana 29 stycznia 1704 roku była odpowiedzią na zawiązaną w lutym tego roku w Warszawie konfederację warszawską (zainicjowaną w porozumieniu z Karolem XII, który zdetronizował Augusta II i pod naciskiem Szwedów przeprowadził wybory nowego władcy, którym został Stanisław Leszczyński).

## Charakterystyka
Konfederacja sandomierska, założona przez panującego ówcześnie Augusta II, grupowała jego zwolenników głównie z Małopolski.
Marszałkiem konfederacji sandomierskiej został Stanisław Ernest Denhoff. Wojna pomiędzy konfederacją sandomierską a warszawską trwała 3 lata (wojna domowa w Polsce 1704–1706). Zakończona zwycięstwem Leszczyńskiego, jej wynik został jednak odwrócony w 1709, po klęsce Szwedów w III wojnie północnej. Konfederacja sandomierska faktycznie istniała aż do 1717, kiedy to rozwiązał ją sejm niemy.